# Per Espen Stoknes

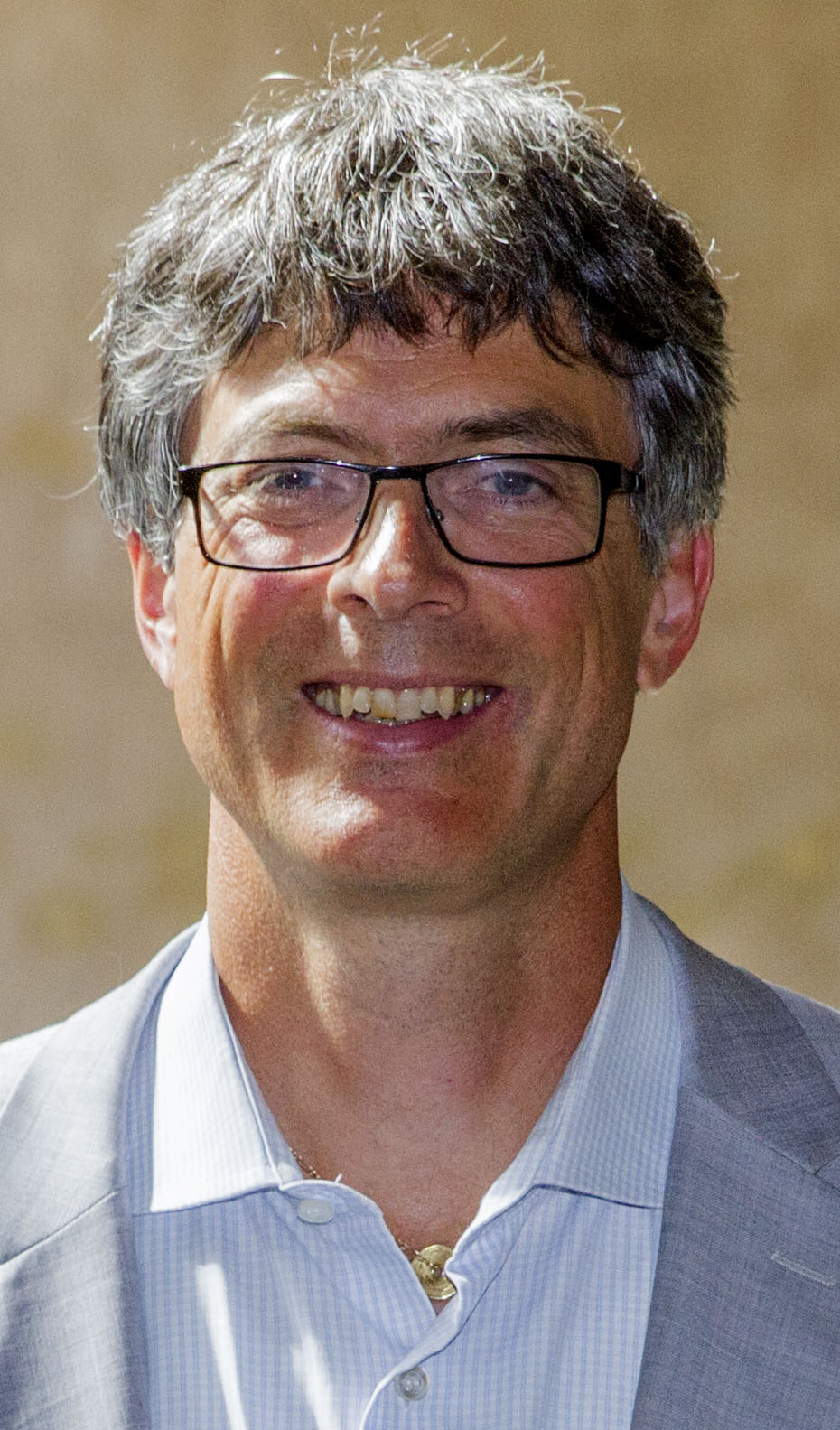
Per Espen Stoknes, 2017

Per Espen Stoknes (* 9. März 1967 in Ålesund, Møre og Romsdal) ist ein norwegischer Umweltpsychologe und Politiker. Er ist Associate Professor an der BI Norwegian Business School.

## Leben
Stoknes studierte an der Universität Oslo Psychologie, daneben auch Organisationstheorie, Philosophie und Mythologie.
In der Legislaturperiode 2017–2021 ist Stoknes sogenannter Vararepresentant der Miljøpartiet De Grønne im Storting. Als solcher vertrat er zwischen 2017 und 2018 das Mandat von Une Aina Bastholm, als diese im Mutterschutz war.

## Wirken
Zu Stoknes' Forschungsgebieten gehören Klima- und Umweltstrategien, Wirtschaftspsychologie und Energiesysteme.
In der öffentlichen Debatte um Auswege aus der Klimakrise tritt Stoknes für eine weltweite CO2-Kennzeichnung aller Produkte und Dienstleistungen ein, um deren Lebenszyklus und ökologischen Fußabdruck für Verbraucher nachvollziehbar zu machen. In einem gemeinsam mit Arnold Schwarzenegger verfassten Beitrag forderte er 2015 eine Energierevolution.
Sein New Yorker TED-Vortrag im September 2017 How to transform apocalypse fatigue into action on global warming (Wie man die Apokalypsenmüdigkeit in Maßnahmen zur Bekämpfung der globalen Erwärmung umwandelt) wurde weltweit beachtet (Untertitel in 14 Sprachen und 2,3 Millionen Aufrufe Stand Juni 2019).

## Veröffentlichungen (Auswahl)
- Per Espen Stoknes: Money & Soul: A New Balance Between Finance and Feelings. UIT Cambridge Ltd., 2009, ISBN 1900322463
- Per Espen Stoknes: What We Think About When We Try Not To Think About Global Warming: Toward a New Psychology of Climate Action. Chelsea Green Publishing, 2015, ISBN 9781603585835
- Per Espen Stoknes: Science Based Activism. Fagbokforlaget, 2015, ISBN 9788245018660